# Contea di Itasca
La contea di Itasca (in inglese Itasca County) è una contea dello Stato del Minnesota, negli Stati Uniti. La popolazione al censimento del 2000 era di 43 992 abitanti. Il capoluogo di contea è Grand Rapids